# Pieni-Lumperoinen
Pieni-Lumperoinen är en sjö i kommunen Saarijärvi i landskapet Mellersta Finland i Finland. Sjön ligger 117,4 meter över havet. Den är 20,6 meter djup. Arean är 3,07 kvadratkilometer och strandlinjen är 13,87 kilometer lång. Sjön  ingår i Kymmene älvs huvudavrinningsområde.   Den ligger omkring 54 kilometer norr om Jyväskylä och omkring 280 kilometer norr om Helsingfors. 
I sjön finns öarna Mattilansaari och Savolansaari. Väster om Pieni-Lumperoinen ligger Saarijärvi med Saarijärvi kyrka. Pieni-Lumperoinen ligger sydväst om Iso-Lumperoinen.